# Граф Крейвен
Граф Крейвен в графстве Йорк (англ. Earl of Craven) — наследственный титул, созданный дважды: один раз в системе Пэрства Англии (1664), второй раз в системе Пэрства Соединённого королевства (1801).

## История
16 марта 1664 года титул графа Крейвена был создан для военного Уильяма Крейвена, 1-го барона Крейвена (1608—1697), старшего сына сэра Уильяма Крейвена (1548—1618), лорда-мэра Лондона в 1610 году. Вместе с графским титулом он получил титул виконта Крейвена из Уффингтона в английском графстве Беркшир. В 1626 году он получил титул барона Крейвена из Хэмстед Маршалл в графстве Беркшир с правом наследования для своих братьев Джона и Томаса. В 1665 году для Уильяма Крейвена был создан титул барона Крейвена из Хэмпстед-Маршалла в графстве Беркшир с правом наследования для своего племянника сэра Уильяма Крейвена, сына Томаса Крейвена. Томас Крейвен был внуком Генри Крейвена, брата вышеупомянутого сэра Уильяма Крейвена, отца 1-го графа Крейвена.
В 1667 году после смерти Уильяма Крейвена, 1-го графа Крейвена, титулы графа и виконта Крейвена прервались. Но баронский титул (креация 1665 года) унаследовал его родственник Уильям Крейвен, 2-й барон Крейвен (1668—1711). Он был сыном сэра Уильяма Крейвена, сына Томаса Крейвена. Лорд Крейвен занимал пост лорда-лейтенанта Беркшира (1702—1711). После смерти его младшего сына, Фулвара Крейвена, 4-го барона (ум. 1764), линия 2-го барона угасла. Его преемником стал его кузен, Уильям Крейвен, 5-й барон Крейвен (1705—1769). Он был сыном достопочтенного Джона Крейвена, младшего брата 2-го барона Крейвена. Лорд Крейвен ранее представлял Уорикшир в Палате общин Великобритании (1746—1764). После его смерти титул барона унаследовал его племянник, Уильям Крейвен, 6-й барон Крейвен (1738—1791), сын преподобного Джона Крейвена. Он занимал должность лорда-лейтенанта Беркшира (1786—1791).
Его старший сын, Уильям Крейвен, 7-й барон и 1-й граф Крейвен (1770—1825), был генерал-майором британской армии и служил лордом-лейтенантом Беркшира (1819—1825). 18 июня 1801 года для него был создан титул виконта Аффингтона в графстве Беркшир и графа Крейвена в графстве Йорк (Пэрство Соединённого королевства). Английская куртизанка Харриэтт Уилсон вспоминала в своих мемуарах: «Я не буду говорить почему и как я стала, в возрасте 15 лет, любовницей графа Крейвена». Ему наследовал его сын, Уильям Крейвен, 2-й граф Крейвен (1809—1866), занимавший пост лорда-лейтенанта Уорикшира (1853—1856). Его сын, Джордж Крейвен, 3-й граф Крейвен (1841—1883), занимал должность лорда-лейтенанта Беркшира (1881—1883). Его преемником стал его старший сын, Уильям Крейвен, 4-й граф Крейвен (1868—1921). Он был либеральным политиком, занимал пост капитана почётной йоменской гвардии в либеральной администрации премьер-министра Герберта Асквита (1911—1915) и служил лордом-лейтенантом Уорикшира (1913—1921).
По состоянию на 2025 год, обладателем графского титула являлся его потомок, Бенджамин Джозеф Роберт Крейвен, 9-й граф Крейвен (род. 1989), наследовавший отцу в 1990 году.
Титул учтивости старшего сына и наследника графа — виконт Аффингтон.
Современная семейная резиденция — Хоквуд-хаус в окрестностях Уолдрона в Восточном Суссексе. Предыдущие резиденции — Хэмстед-Маршалл-парк и -лодж, Эшдаун-парк в Беркшире, аббатство Кумб в графстве Уорикшир. Уильям Крейвен, 6-й барон Крейвен, построил в 1780 году Крейвен-коттедж, на месте которого построен одноименный домашний стадион футбольного клуба «Фулхэм».
- Ричард Кеппел Крейвен (1779—1851), английский путешественник и член Общества дилетантов, третий (младший) сын 6-го барона Крейвена
- Луиза, графиня Крейвен, урожденная Луиза Брантон (ок. 1785—1860), известная актриса, жена с 1807 года Уильяма Крейвена, 1-го графа Крейвена (1770—1825).

## Графы Крейвен, первое создание (1664)
- 1664—1697: Уильям Крейвен, 1-й граф Крейвен, 1-й барон Крейвен (26 июня 1608 — 9 апреля 1697), второй сын сэра Уильяма Крейвена (1548—1618)

## Бароны Крейвен (1626)
- 1626—1697: Уильям Крейвен, 1-й барон Крейвен (26 июня 1608 — 9 апреля 1697), второй сын сэра Уильяма Крейвена (1548—1618)
- 1697—1711: Уильям Крейвен, 2-й барон Крейвен (24 октября 1668 — 9 октября 1711), старший сын сэра Уильяма Крейвена (1638—1695), внук Томаса Крейвена (ок. 1611—1682), правнук Роберта Крейвена (1574—1661), сына Генри Крейвена (1543—1604), дяди 1-го графа Крейвена
- 1711—1739: Уильям Крейвен, 3-й барон Крейвен (1700 — 10 августа 1739), старший сын предыдущего
- 1739—1764: Фулвар Крейвен, 4-й барон Крейвен (ум. 10 ноября 1764), младший сын 2-го барона Крейвена
- 1764—1769: Уильям Крейвен, 5-й барон Крейвен (19 сентября 1705 — 17 марта 1769), старший сын Джона Крейвена (1673—1726), младшего брата 2-го барона Крейвена
- 1769—1791: Уильям Крейвен, 6-й барон Крейвен (11 сентября 1738 — 26 сентября 1791), сын преподобного Джона Крейвена (1708—1752) и внук Джона Крейвена (1673—1726)
- 1791—1825: Уильям Крейвен, 7-й барон Крейвен (1 сентября 1770 — 30 июля 1825), старший сын предыдущего, граф Крейвен с 1801 года.

## Графы Крейвен, второе создание (1801)
- 1801—1825: Уильям Крейвен, 1-й граф Крейвен (1 сентября 1770 — 30 июля 1825), старший сын 6-го барона Крейвена
- 1825—1866: Уильям Крейвен, 2-й граф Крейвен (18 июля 1809 — 25 августа 1866), старший сын предыдущего
- 1866—1883: Джордж Гримстон Крейвен, 3-й граф Крейвен (16 марта 1841 — 7 декабря 1883), второй сын предыдущего
- 1883—1921: Уильям Джордж Роберт Крейвен, 4-й граф Крейвен (16 декабря 1868 — 10 июля 1921), старший сын предыдущего
- 1921—1932: Уильям Джордж Бредли Крейвен, 5-й граф Крейвен (31 июля 1897 — 15 сентября 1932), единственный сын предыдущего
- 1932—1965: Уильям Брэдли Роберт Крейвен, 6-й граф Крейвен (8 сентября 1917 — 27 января 1965), единственный сын предыдущего
- 1965—1983: Роберт Дуглас Томас Крейвен, 7-й граф Крейвен (24 августа 1957 — 22 октября 1983 года), старший сын предыдущего от второго брака
- 1983—1990: Саймон Джордж Крейвен, 8-й граф Крейвен (16 сентября 1961 — 30 августа 1990), младший брат предыдущего
- 1990 — настоящее время: Бенджамин Джозеф Роберт Крейвен, 9-й граф Крейвен (род. 13 июня 1989), единственный сын предыдущего
  - Наследник: лейтенант-коммандер Руперт Хосе Эвелин Крейвен (род. 22 марта 1926), единственный сын майора Роберта Сесила Крейвена (1870—1959), второго сына 3-го графа.